# Miguel Ventura Terra
Miguel Ventura Terra (Seixas, Caminha, 14 de julio de 1866-Lisboa, 30 de abril de 1919) fue un arquitecto portugués de formación francesa.

## Vida
Asistió al curso de la Arquitectura de la Academia Portuense de Bellas Artes entre 1881 y 1886. En 1886, fue a París como pensionista (becado) del Estado en la clase de Arquitectura Civil, donde asistió a la École Nationale et Spéciale des Beaux-Arts y fue discípulo de Victor Laloux, arquitecto autor de la Gare d'Orsay, ahora Museo de Orsay. Su período de estudio en París se extendió a través de un pedido especial al rey Carlos para que pudiese recibir del gobierno francés la primera diploma de arquitecto de 1.ª clase. En 1894 obtuvo el segundo lugar en el concurso para el monumento del Infante D. Henrique, en Oporto.
En 1896 regresó a Portugal y se integró en el personal del Ministerio de Obras Públicas como arquitecto de 3.ª clase de la Dirección de Edificios Públicos y Alumbrado. Ese mismo año triunfó en el concurso para la conversión del edificio de las Cortes en la Cámara de los Diputados y el Parlamento en Lisboa.
Según la tradición oral, Ventura Terra recibió del rey D. Carlos la brújula que perteneció a João Frederico Ludovice, autor del proyecto Convento de Mafra.
Es autor de palacetes, viviendas más ingresos calificados, principalmente en la capital, edificios eclécticos, cosmopolitas y utilitarias, sino también de los principales equipamientos urbanos como el primer vivero de Lisboa (1901), de la Asociación de Protección a la primeros Infancia, la Maternidad Dr. Alfredo da Costa (1908) y los liceos de Camões (1907), Pedro Nunes (1909) y Maria Amalia Vaz de Carvalho (1913).
Miguel Ventura Terra proyectó también dos pabellones para la representación portuguesa en la Exposición Universal de París (1900), y el pedestal del monumento al mariscal Saldanha, con el escultor Tomás Costa (1900), en Lisboa, la Iglesia de Santa Luzia, de Viana Castillo (1903), la Sinagoga de Lisboa (Shaaré Tikvá o Portas da Esperança) inaugurada en 1904 en la Rua Alexandre Herculano, el edificio del Banco Totta & Açores, en la Rua do Ouro (1906), Lisboa, en la que fue la primera intervención moderna en la baixa pombalina, el Teatro Politeama (1912-1913), representativo del arte del hierro, también en Lisboa, y el Palace Hotel Vidago, completado después de su muerte.
Consiguió cuatro veces el Premio Valmor de Arquitectura (1903, 1906, 1909 y 1911) y una mención de honor en el mismo concurso (1913).
Todas las obras denotan el gusto del artista por una monumentalidad no exacerbada, por fachadas asimétricas y por el uso de nuevos materiales.
En 1908 fue elegido para eñ Ayuntamiento de Lisboa, donde permaneció durante el primer ayuntamiento republicano hasta 1913. En tanto que el concejal republicano, Ventura Terra hizo numerosas propuestas de mejora urbana de la ciudad de Lisboa. Es de su autoría un diseño urbano para el Parque Eduardo VII, el plano de mejora de la línea de costa de la ciudad, que propuso que la línea de ferrocarril terminase en Santos y no en el Cais do Sodre, posibilitando que esta zona (entre Santos y el Cais do Sodré) pudiera transformarse en un área recreativa.
También trabajó en el plan urbano de Funchal (1915).
Miguel Ventura Terra fue en gran parte responsable de la creación de la Sociedad de Arquitectos Portugueses, activa desde 1903, de la que fue el primer presidente y donde nació el Anuário da sociedade dos arquitetos portugueses (1905-1919) en el que colaboró. Se desempeñó como miembro del Consejo de Monumentos Nacionales.
Este artista, republicano y masón, murió en Lisboa el 30 de abril de 1919. Está enterrado en Seixas, Caminha.

## Algunos proyectos y obras
- 1897 - Capilla encomendada da rainha Maria Pia para el Palacio Nacional de Ajuda, donde se encontra el único El Greco en Portugal.[2]
- 1903 – Casa Ventura Terra - Prémio Valmor, Rua Alexandre Herculano, 59, Lisboa.
- 1905 – Banco Totta e Açores, Rua do Ouro, Lisboa (Classificação Camarária).[3]
- 1906 – Casa Viscondes de Valmor - Prémio Valmor.[4]
- 1908-11 – Museo de Esposende.[5]
- 1909 – Palacete Mendonça - Prémio Valmor.[4]
- 1911 – Edificio en la calle Alexandre Herculano, n.º 25 - Prémio Valmor.
- Renovación del Palácio de São Bento, nomeadamente da Sala das Sessões, da Sala dos Passos Perdidos e projecto inicial da Escadaria Nobre.
- Maternidad Alfredo da Costa
- Sinagoga de Lisboa
- Liceo Camões (actual Escola Secundária de Camões) (1907-1909).[4]
- Liceo Pedro Nunes (actual Escuela Secundaria Pedro Nunes) (1908-1911).[4]
- Liceo Maria Amália vaz de Carvalho (Lisboa).
- Teatro-Club de Esposende (hoy Museo Municipal de Esposende).
- Teatro Politeama (Lisboa)
- Edifício del Banco Lisboa e Açores (más tarde, Banco Totta & Açores), en la calle do Ouro, en Lisboa.[4]
- Santuario de Santa Lucia (Viana do Castelo) (1899 - 1925)[4]
- Hotel de Santa Lucia (Viana do Castelo) (1900)[4][6]
- Hospital de Esposende[4]
- Banco de Portugal (Oporto) con Teixeira Lopes.[4]

### Banco Totta e Açores

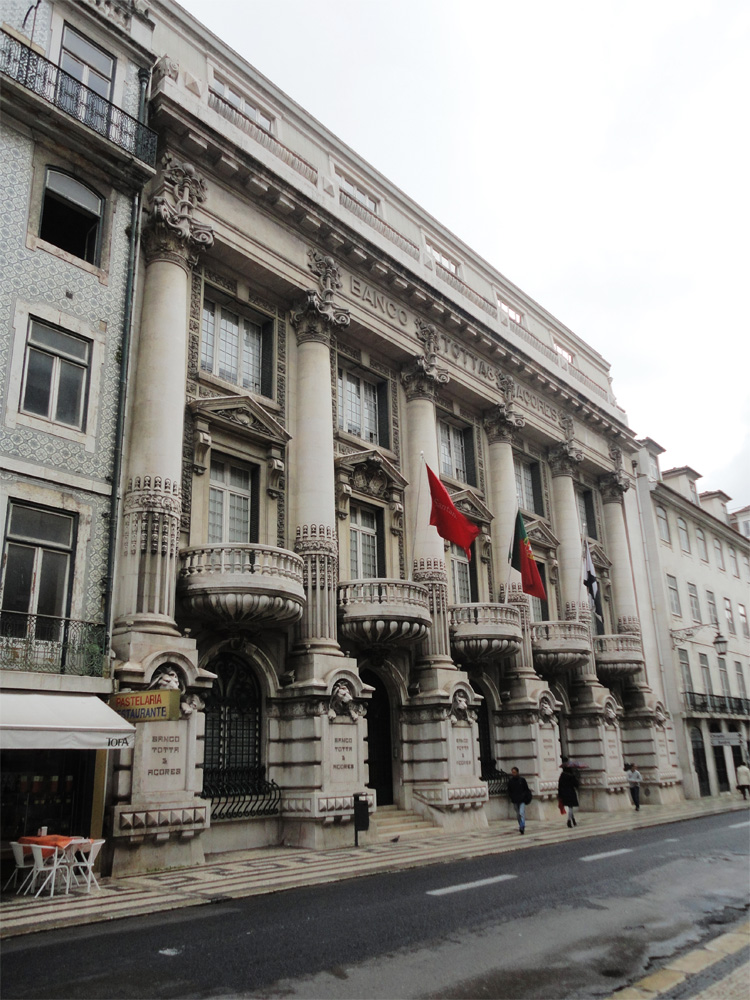
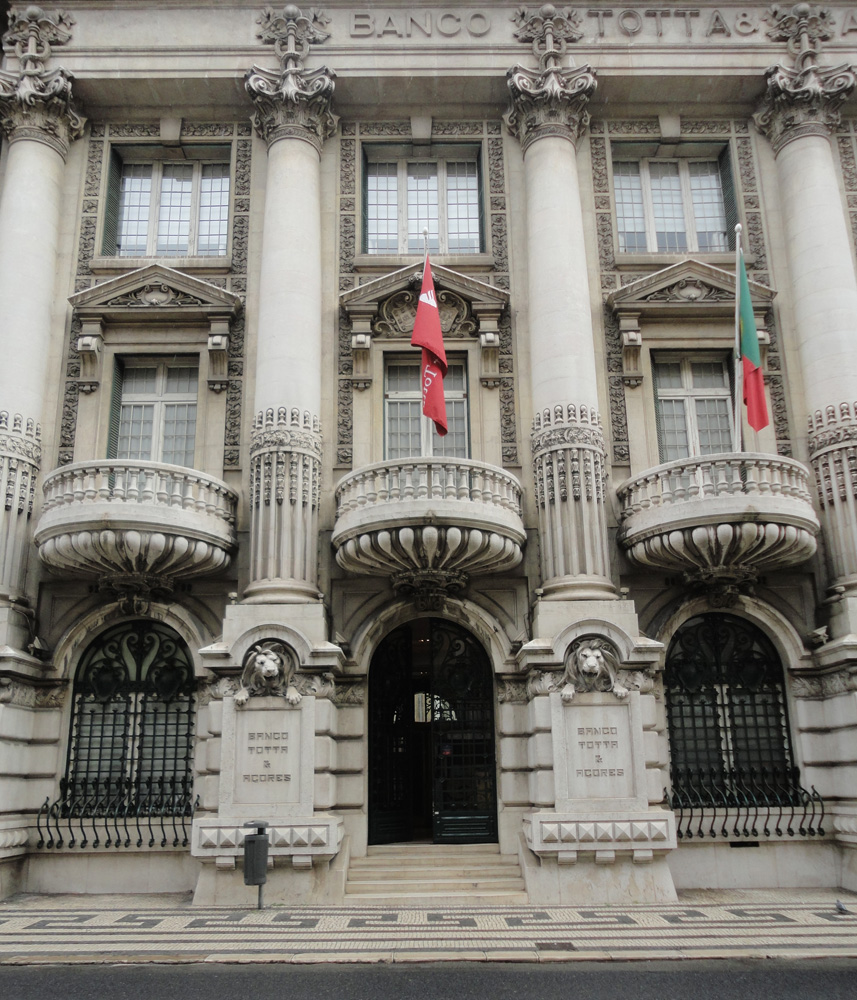

### Casa dos Viscondes de Valmor

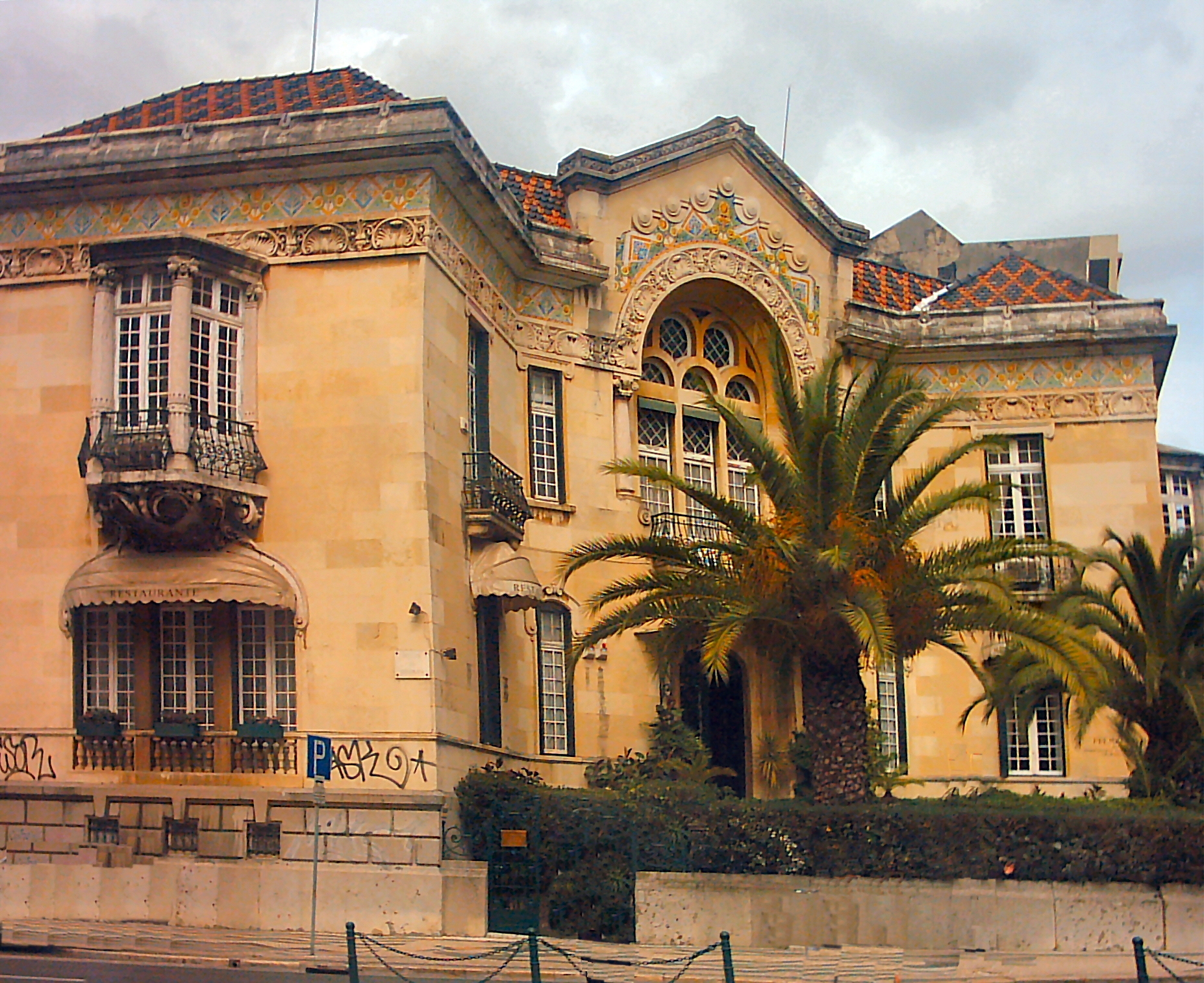

### Museo de Esposende

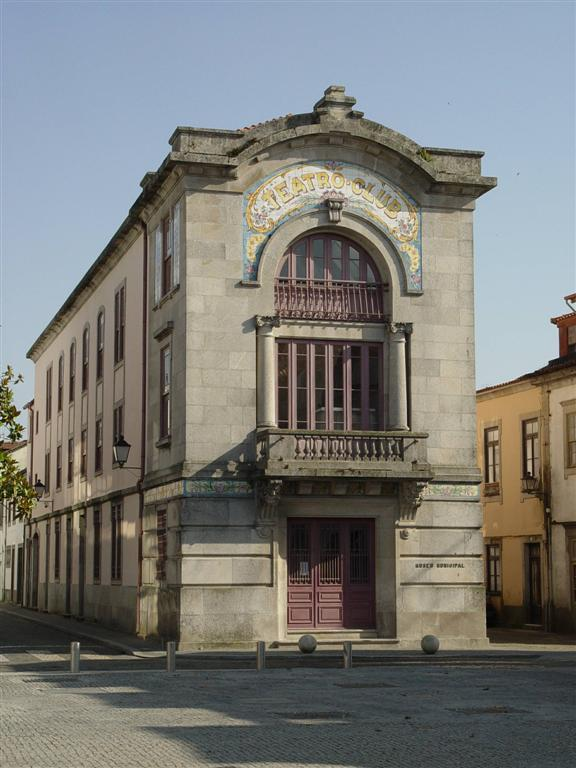

### Liceo Pedro Nunes

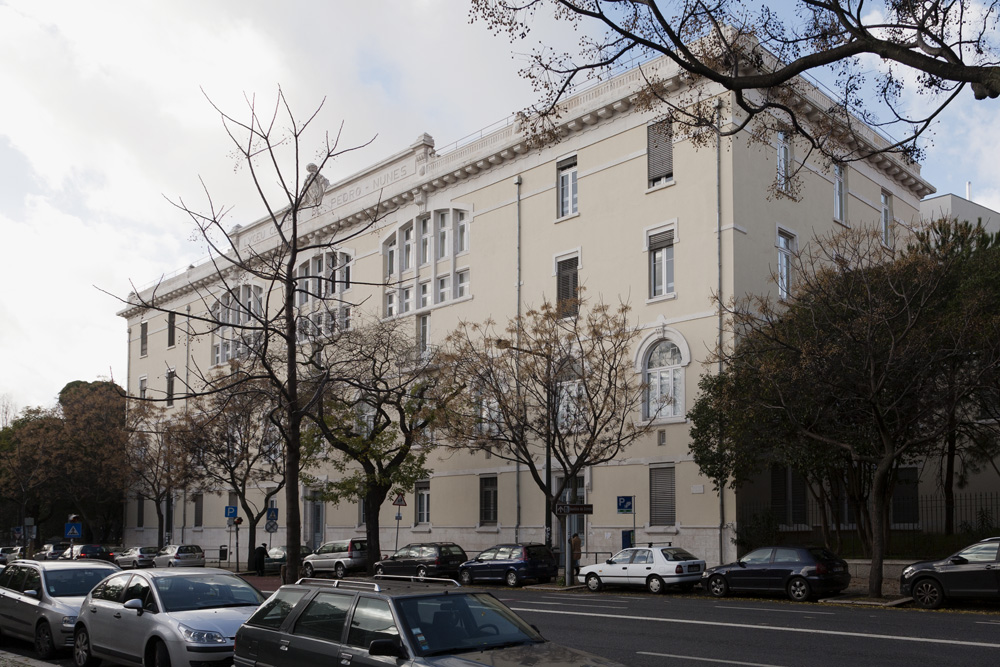
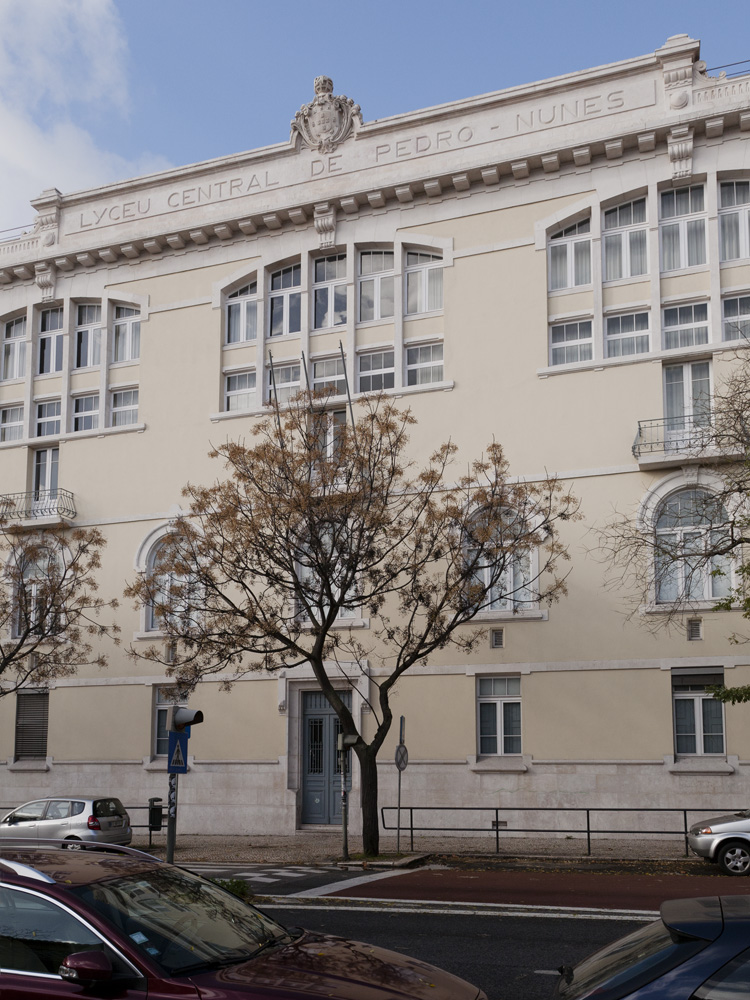
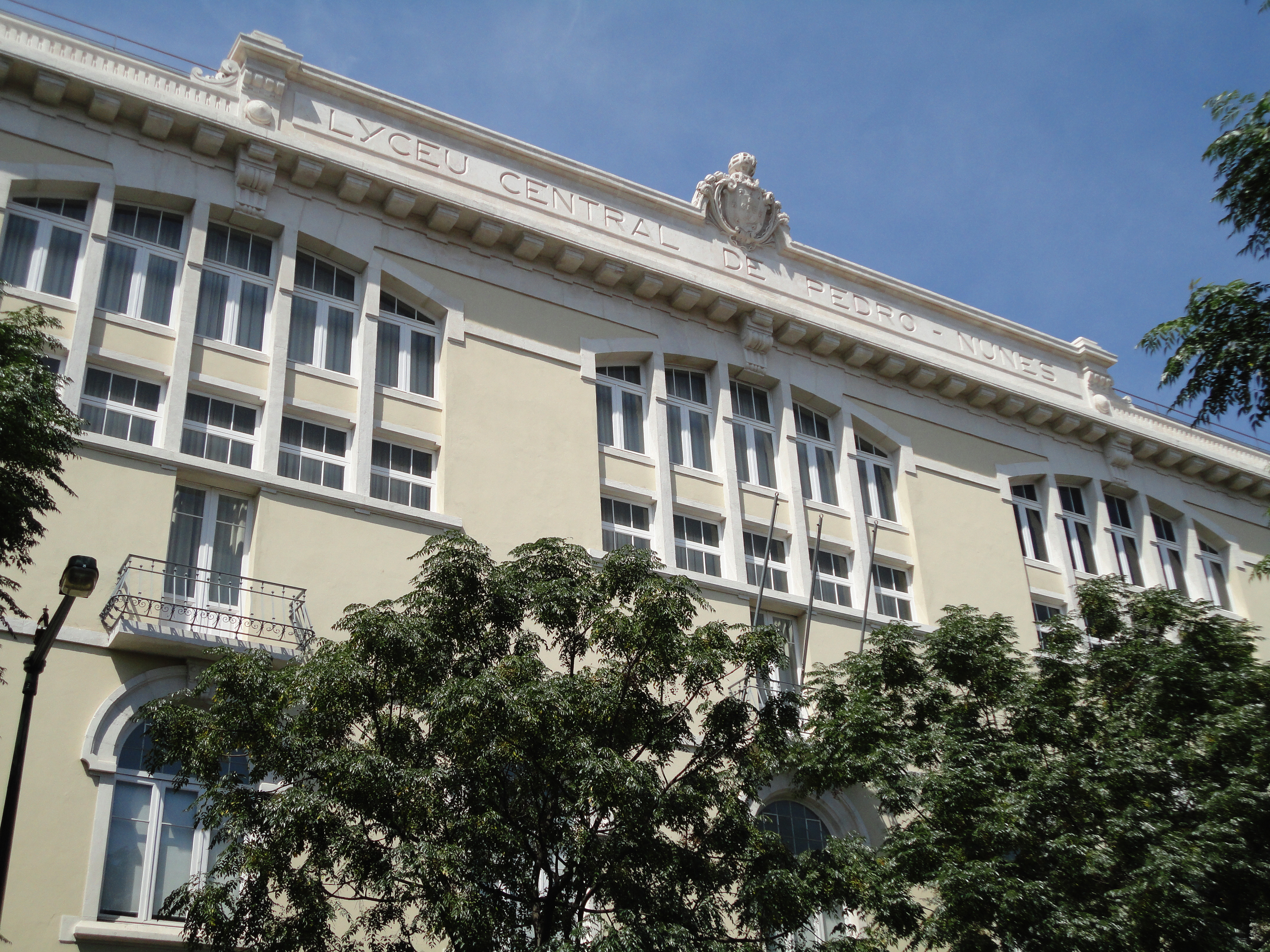

### Liceo Camões

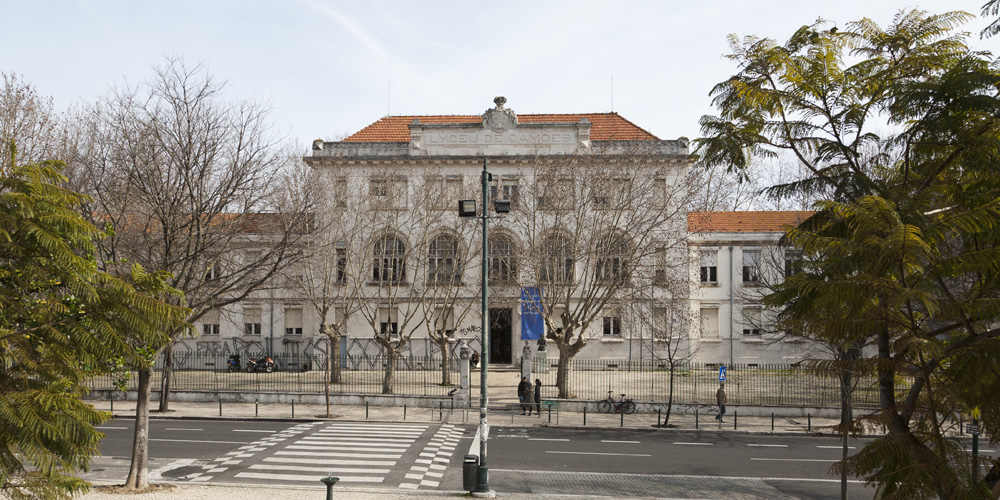
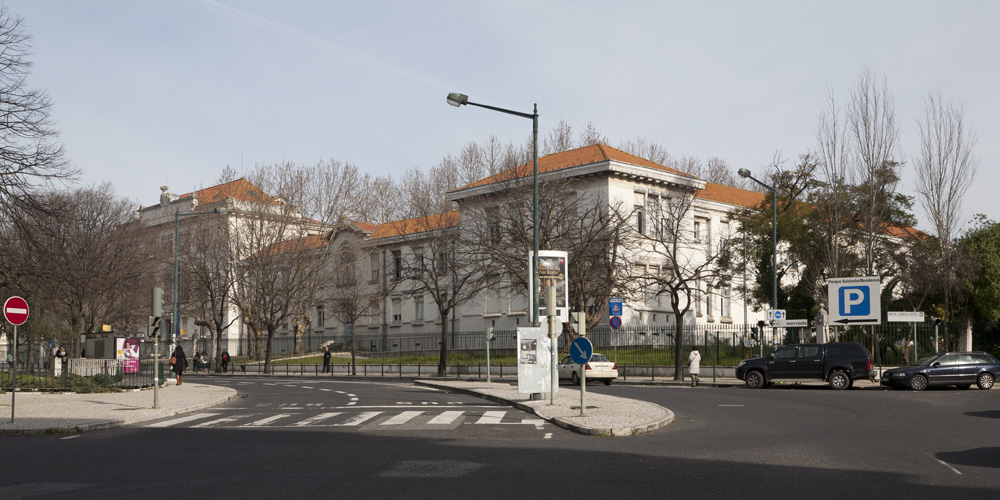

### Maternidad Alfredo da Costa

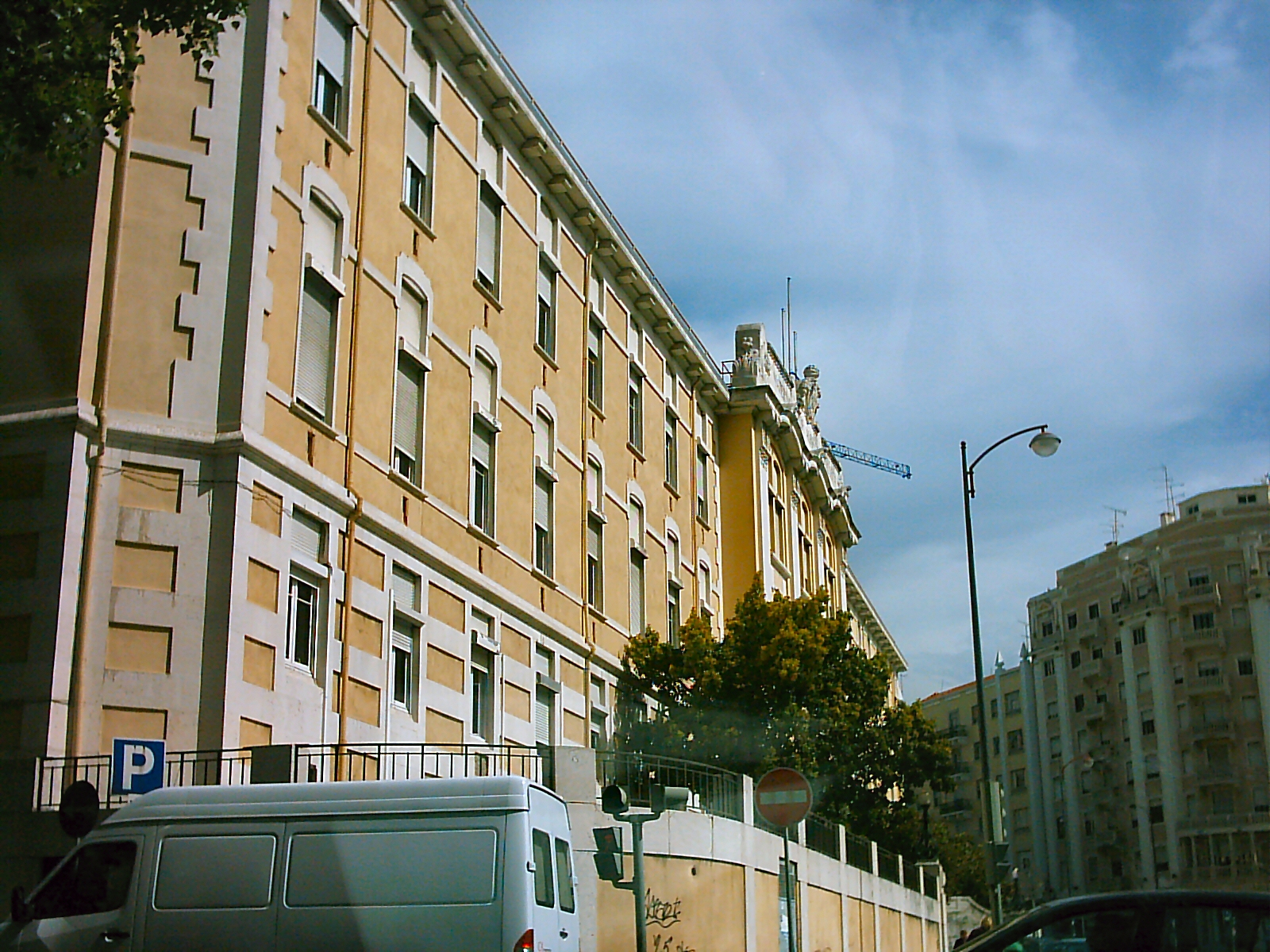

### Edificios de vivienda

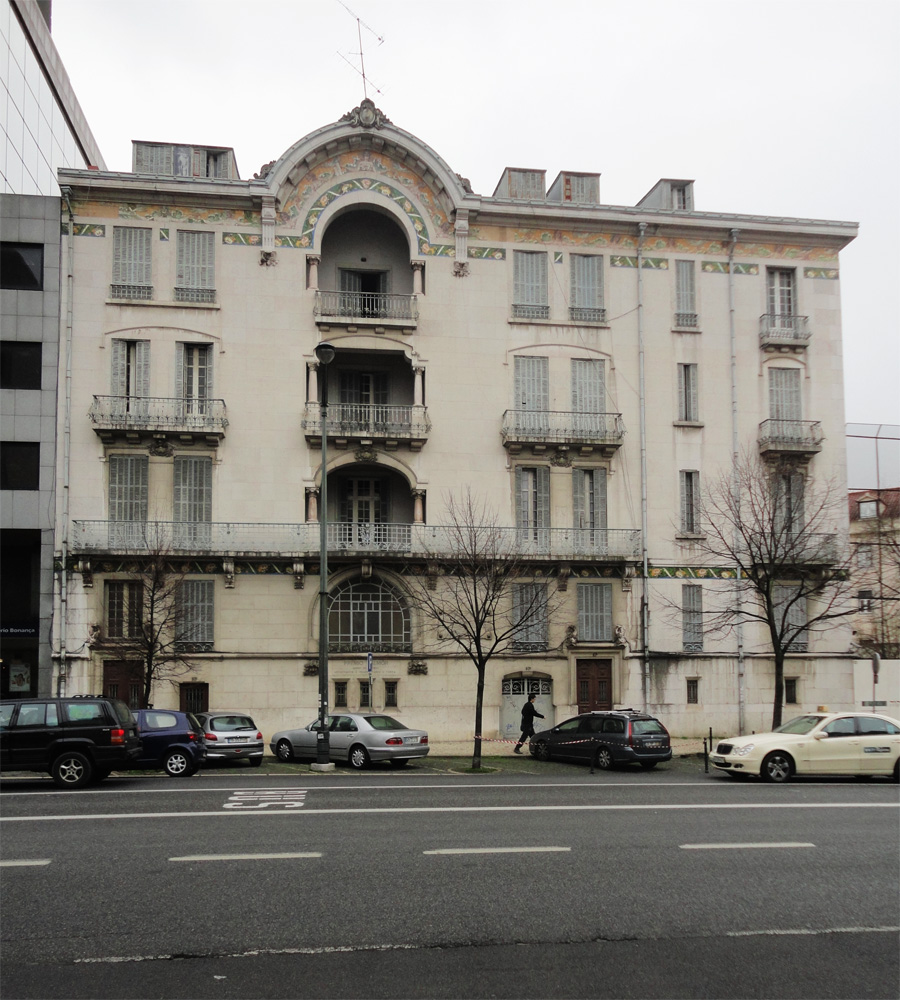
Casa Ventura Terra, Rua Alexandre Herculano, Lisboa
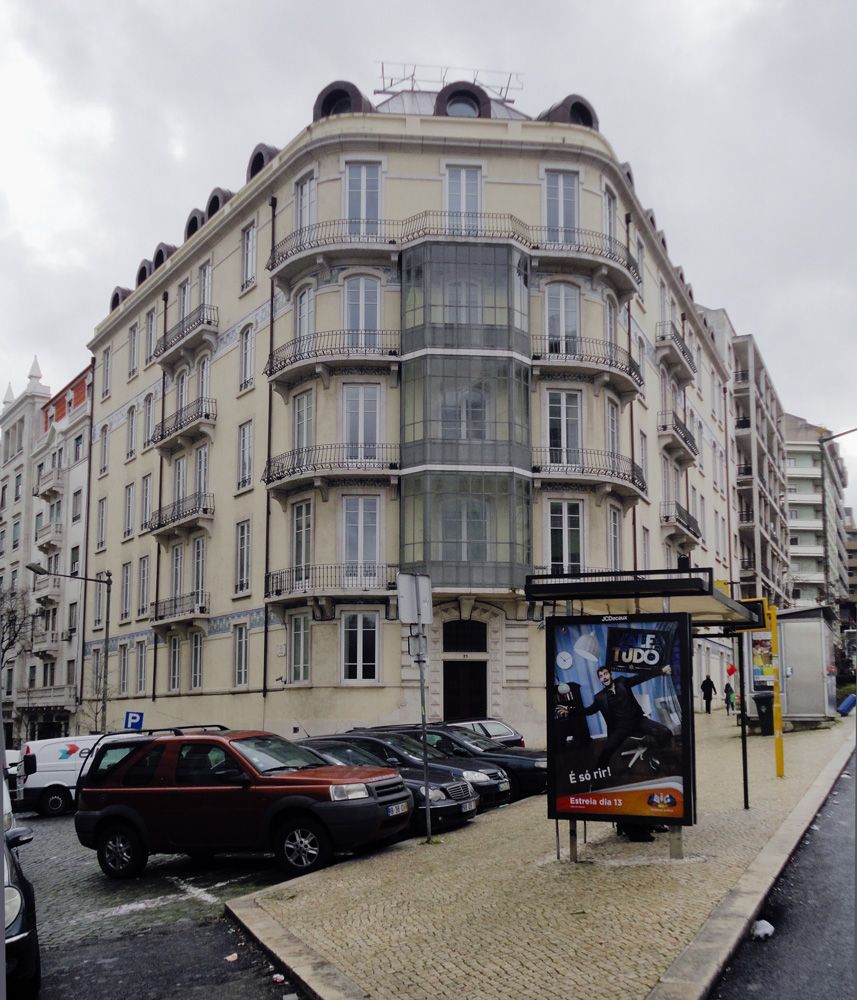
Rua Duque Palmela, 37, Lisboa